# 로이즈 커피 하우스

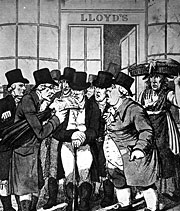
19세기 로이드 커피 하우스 그림

롬바르드가 (런던)에 있는 이 파란색 명판은 옛 커피 하우스의 위치를 표시한다.

로이드 커피 하우스(Lloyd's Coffee House)는 17세기와 18세기 런던의 중요한 모임 장소였다.
이곳은 에드워드 로이드 (1648년경 – 1713년 2월 15일)가 1686년에 타워 스트리트에 개업했다. 이 시설은 선원, 상인 및 선주들에게 인기 있는 장소였으며, 로이드는 신뢰할 수 있는 해운 뉴스를 제공하여 그들을 만족시켰다. 해운 산업 공동체는 보험, 선박 중개인 및 해외 무역을 논의하기 위해 이곳을 자주 찾았다. 이곳에서 이루어진 거래는 로이즈, 로이즈 레지스터, 로이드 리스트 및 여러 관련 해운 및 보험 사업의 설립으로 이어졌다.
커피숍은 1691년 12월에 롬바르드가 (런던)로 이전했다. 로이드는 새로운 건물에 강대를 설치하여 해상 경매 가격과 해운 뉴스를 발표했다. 이곳에서는 촛불 경매가 열렸으며, 경매 품목에는 종종 선박과 해운이 포함되었다. 1696년–1697년부터 로이드는 또한 커피 하우스에서 합의된 해운 일정과 보험 계약을 보도하는 신문인 로이드 뉴스를 발행하기도 했다. 에드워드 로이드가 사망한 해인 1713년에 그는 유언장을 수정하여 커피 하우스의 임대권을 그의 수석 웨이터인 윌리엄 뉴턴에게 양도했고, 뉴턴은 이후 로이드의 딸 중 한 명인 핸디와 결혼했다. 뉴턴은 다음 해에 사망했고 핸디는 이후 사무엘 셰퍼드와 결혼했다. 그녀는 1720년에 사망했고 셰퍼드는 1727년에 사망하여 커피 하우스를 그의 여동생 엘리자베스와 그녀의 남편인 토마스 젬슨에게 남겼다. 젬슨은 1734년에 이전 로이드 뉴스(Lloyd's News)와 유사한 로이드 리스트 신문을 창간했다. 상인들은 1774년까지 그곳에서 보험 문제를 계속 논의했고, 그때까지 보험 계약에 참여했던 회원들이 위원회를 구성하고 콘힐의 로열 익스체인지로 로이드 협회로 이동했다.

## 흔적
로이드 커피 하우스의 17세기 원래 상점 전면은 로이즈 오브 런던이 소유하고 있으며 2011년에 국립해양박물관 (영국)에 임시로 재설치되어 전시되었다. 롬바르드가의 파란색 명판은 커피 하우스의 두 번째 위치(현재 지상층은 세인즈버리 슈퍼마켓이 차지)를 기념한다. 이 이야기는 1936년 영화 우정 (1936년 영화)에서 허구화되었다.

## 커피 하우스의 이름을 딴 단체
다음은 로이드 커피 하우스의 이름을 딴 단체 목록이다.
- 오스트리아 로이드:
  - 외스터라이히셔 로이드: 1833년에 설립된 오스트리아의 주요 지중해 해운 회사로, 제1차 세계 대전 후 로이드 트리에스티노가 되었다.
  - 오스트리아 로이드 선박 관리: 1991년에 설립된 키프로스 회사
- 게르마니셔 로이드, 독일
- 하파크로이트, 운송, 독일
- 하파크로이트 익스프레스, 항공사, 독일
- 하파크로이트 플루크, 항공사, 독일
- LAB 항공, 항공사, 볼리비아
- 로이드 리스트 및 로이드 리스트 인텔리전스 (이전 로이드 MIU), 해운 뉴스, 런던
- 로이즈, 보험, 런던, 및 그들이 설립한 로이즈 에이전시 네트워크
- 로이즈 레지스터, 리스크 평가제도 및 위험관리 서비스 및 경영 시스템 인증 (원래는 해상), 런던
- 노르트도이처 로이드, 해운, 독일, 및 자회사가 만든 로이드 (자동차), 그리고 그들이 소유한 로이드 베르프트 조선소
- P&O 네들로이드 (네들로이드 해운 포함)
- 델타 로이드 그룹 (1854년에 설립된 네들로이드 보험 포함)

로이즈 뱅크와 그 관련 조직은 런던 커피 하우스의 이름을 따서 명명된 것이 아니다. 이 은행은 버밍엄에서 샘슨 로이드에 의해 설립되었다.

## 대서양 노예 무역과의 관계
로이드 커피 하우스는 대서양 노예 무역에 종사하는 영국 시민들에게 인기 있는 장소였다. 런던 가제트에는 로이드 커피 하우스를 도망친 노예들을 돌려보낼 장소로 명시한 많은 광고가 실렸다.
로이즈는 노예와 노예를 실어나르는 선박을 보험에 드는 "글로벌 중심지"가 되었다. 대서양 노예 무역에 대한 시장 참여는 더 많은 로이즈 조직을 만드는 데 사용된 자본의 기반이 되는 이윤의 원천이었다.

## 같이 보기
- Coffee 포털